# Pentobarbital
Pentobarbitalul (denumit și pentobarbitonă) este un derivat barbituric, fiind utilizat ca sedativ-hipnotic. Căile de administrare disponibile sunt: orală, intravenoasă, intramusculară și rectală.

## Utilizări medicale
Pentobarbitalul este utilizat ca medicament sedativ și hipnotic, pentru inducerea somnului în insomnii (dar de scurtă durată). Mai este utilizat în preanestezie și în anestezia veterinară.
De asemenea, în unele state este utilizat pentru a realiza pedeapsa cu moartea prin injecție letală (de exemplu, în Texas).

## Farmacologie
Ca toate barbituricele, pentobarbitalul acționează ca modulator alosteric pozitiv al receptorului de tip A pentru acidul gama-aminobutiric (R GABAA), reducând excitabilitatea neuronilor.